# Kanarska datulja
Kanarska datulja (lat. Phoenix canariensis) je vrsta palme dugih perastih listova i zdepastoga debla. 

## Rasprostranjenost biljke
Ova lijepa palma potječe s Kanarskih otoka, gdje je endemska vrsta. Zbog svoje dekorativnosti danas je prilično raširena u mediteranskim krajevima.
U Hrvatskoj je zastupljena u krajevima uz more, gdje je uz palme poput Trachycarpus fortunei, Washingtonia filifera i Chamaerops humilis, najrasprostranjenija palma u Hrvatskoj.

## Opis biljke
Vrlo je česta u kulturi u svim suptropskim i tropskim područjima. Sreće se na svim Kanarskim otocima, s tim da se na istočnim, sušnijim, na vulkanskim padinama penje i do 1500m u visinu. Voli povećanu vlažnost zraka, iako joj ne smeta ni izrazito suh zrak. Ne stvara izdanke iz korijena. Stablo je s izraženim usjecima u obliku izduženog, često nepravilnog romboida, pri vrhu sa zadebljanjem od ostataka peteljki koje se završavaju oštrim bodljama. Listovi su zeleni, dugi 3-6m, zavisno od forme, s gusto raspoređenim segmentima u V rasporedu. Ponekad stvara "krošnju" ispod krošnje od nešto kraćih listova. Cvjetovi na ženskim biljkama su narandžastocrveni. Plodovi su jestivi, po izgledu slični pravim datuljama samo što su nešto manji, ali neukusni. Lokalno satnovništvo na otoku La Gomera skuplja sok zasjecanjem terminalnog pupa (ne oštećujući ga previše i ne ubijajući biljku), i od njega priprema sirup. Zabilježeno je da je izdržala niže temperature, do -11°C.

## Štetnici
Najrasprostranjeniji štetnik koji napada palme iz roda Phoenix je crvena palmina pipa (Rhynchophorus ferrugineus), koja potječe iz tropskih dijelova Azije, a 1980-ih se proširila prema Sredozemlju nekontroliranim uvozom sadnog materijala. U Hrvatskoj je prvi put zabilježena 2011. godine. Napad ovog štetnika u većini slučajeva uzrokuje propadanje stabla te smrt biljke, a zaraza se izuzetno brzo širi među nezaštićenim palmama. Tretman se uglavnom sastoji od preventivnog tretiranja insekticidima te dendrokirurgijom zaraženih stabala. Odumrle palme se pritom sijeku i zakopavaju kako bi se spriječilo daljnje širenje kukca.

## Vanjske poveznice

### Ostali projekti
|  | Zajednički poslužitelj ima stranicu o temi Kanarska datulja    |
|  | Zajednički poslužitelj ima još gradiva o temi Kanarska datulja |
|  | Wikivrste imaju podatke o taksonu Kanarska datulja             |